# Fries (Virginie)
Pour les articles homonymes, voir Fries.
Fries (prononcé /friːz/) est une municipalité américaine située dans le comté de Grayson en Virginie. Selon le recensement de 2010, Fries compte 484 habitants.

## Géographie
Fries est située sur la rive nord de la New River, à une vingtaine de kilomètres d'Independence, le siège du comté de Grayson. Selon le Bureau du recensement des États-Unis, la municipalité s'étend sur 0,82 mille carré (2,12 km2) dont 0,18 mille carré (0,47 km2) d'étendues d'eau.

## Histoire

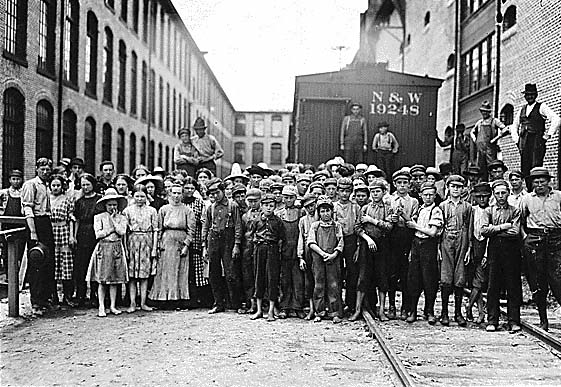
Des enfants travaillant dans les Washington Cotton Mills vers 1910.

À partir de 1901, Francis Henry Fries construit un barrage sur la New River, une filature de coton et un village de 300 maisons pour les futurs ouvriers de la filature,,. L'usine de la Washington Mills Company ouvre en 1903. Le village qui l'entoure adopte le nom de Fries, et devient une municipalité en 1902.
Fries compte 1 775 habitants en 1910, faisant d'elle la plus grande ville du comté. Elle perd ce statut dans les années 1920, comptant environ 2 000 habitants contre plus de 3 000 pour Galax. L'entreprise Fries Textile Co. devient l'un des principaux employeurs de la région. En butte à des difficultés à partir des années 1970, l'entreprise vend les maisons du village (qui lui appartenaient jusqu'alors), se désinvestit du district scolaire et ferme finalement ses portes à la fin des années 1980. Fries ne compte plus que 690 habitants en 1990.
Deux pensions de famille jumelles, construites vers 1905 et située sur Grayson Street, sont inscrites au Registre national des lieux historiques depuis 2007.

## Démographie
Selon l'American Community Survey de 2018, la population de Fries est blanche à plus de 96 %. Elle compte une petite communauté afro-américaine (3 %). La totalité de sa population parle l'anglais à la maison.
Le revenu médian par foyer y est de 34 722 dollars, largement inférieur à celui de Virginie (71 564 dollars) et des États-Unis (60 293 dollars). Son taux de pauvreté est parallèlement le double (à 23,6 % contre 10,7 % et 11,8 %),.